# هاگلوش
هاگلوش (به آلمانی: Hagelloch) یک منطقهٔ مسکونی در آلمان است که در توبینگن واقع شده‌است. هاگلوش ۱٬۷۹۶ نفر جمعیت دارد.